# Anthidium espinosai
Anthidium espinosai là một loài Hymenoptera trong họ Megachilidae. Loài này được Ruiz mô tả khoa học năm 1938.